# People of Color
People of Color (Singular: Person of Color; wörtlich „Menschen von Farbe“), oft als PoC abgekürzt, auch BPoC (Black and People of Color) oder BIPoC (Black, Indigenous, and other People of Color), ist ein Begriff aus dem anglo-amerikanischen Raum und beschreibt Personen oder Gruppen, die vielfältigen Formen von Rassismus ausgesetzt sind und die die „gemeinsame, in vielen Variationen auftretende und ungleich erlebte Erfahrung [teilen], aufgrund körperlicher und kultureller Fremdzuschreibungen der weißen Mehrheitsgesellschaft als ‚anders‘ und ‚unzugehörig‘ definiert zu werden.“

## Herkunft
Der Ausdruck people of color, erstmals 1781 verwendet, wurde in der Kolonialzeit durch die Bezeichnung free people of color vorgeprägt. Dieser Begriff bezeichnete freigelassene Sklaven und stand für eine damals ungewöhnliche Konstellation in den USA von schwarzen Land- und Sklavenbesitzern. Ebenso verfügten beispielsweise die gens de couleur libres in den französischen Kolonien zum Teil über einen großen gesellschaftlichen Einfluss und Land- und Sklavenbesitz, waren aber im Vergleich zur weißen Oberschicht immer noch „rechtlich unterprivilegiert“. Alice Dunbar-Nelson beschrieb 1917 für Louisiana, dass der Ausdruck people of color (ursprünglich gens de couleur) ausschließlich für gemischte Nachkommen von weißen Siedlern und schwarzen Sklaven üblich war, während er für Schwarze selbst nicht verwendet wurde.
Martin Luther King verwendete 1963 den Begriff citizens of color. Der Begriff people of color bekam Bedeutung in der Black-Power-Bewegung und der Gründung der Black Panther Party in den USA. Von Theoretikern wie Frantz Fanon beeinflusst, benutzten Aktivisten den Begriff people of color in den späten 1970er und 80er Jahren. Er wurde auch in Zusammenhang mit den amerikanischen Sundown towns verwendet, also den Städten, die sich als „komplett weiß“ rühmten. Das Akronym BIPoC soll die spezifischen Erfahrungen schwarzer und indigener Menschen betonen.

## PoC in Deutschland
Der Begriff Person of Color wird auch in Deutschland von einigen politischen Gruppen und Aktivisten sowie in postkolonialen Diskurszusammenhängen in den Sozialwissenschaften verwendet. Im Deutschen gibt es keine Übersetzung für den Begriff. Direkte Übersetzungen, zum Beispiel Farbiger, sind mit rassistischer Geschichte verbunden. Daher wird die Selbstbezeichnung Person of Color auch im Deutschen geläufiger. Vereinzelt finden sich auch Wortneuschöpfungen nach dem Muster Substantiv + of Color, wie z. B. Studierende of Color.

## Rezeption
Bei den Schwarzen Nordamerikas trifft der Ausdruck auf eine gemischte Rezeption. Traditionell wurden in den USA Fragen der „Rasse“ (race) vor allem über den Gegensatz schwarz–weiß definiert, wodurch andere Gruppen wie die Latinos Mexikos zeitweise genötigt wurden, sich entweder als schwarz oder weiß zu bezeichnen. Während einige Afroamerikaner in der neuen Kategorisierung einen Ansatz sehen, durch den sich unterdrückte Gruppen untereinander solidarisieren können, lehnen andere „People of Color“ als Selbstzuschreibung ab. Hauptgrund ist, dass sie in einer neuen, umfassenderen Dichotomie als eigene Gruppe mit ihren spezifischen Erfahrungen, die weitaus schlimmer gewesen seien als diejenigen anderer marginalisierter Gruppen, nicht mehr ausreichend gewürdigt würden („unintentionally trivializes the black ethos“).
Die US-amerikanische Juristin Meera E. Deo rät in den USA zur Verwendung von people of color statt „BIPoC“. Anstatt marginalisierte Gruppen zu solidarisieren, würden durch den neuen Begriff wieder zwei Gruppen, Indigene und Schwarze, in den Fokus gerückt. Das führe erstens zu einer Hierarchisierung anstelle der angestrebten Solidarisierung („oppression olympics“). Zweitens würden durch den Begriff gerade diese Gruppen unter Umständen unsichtbar gemacht: Wird etwa von den besonderen Auswirkungen der COVID-19-Pandemie oder von Polizeigewalt auf „BIPoC“ berichtet, lenke das davon ab, dass es eigentlich um die Auswirkungen auf Schwarze gehe und spezifisch zur indigenen Bevölkerung nahezu keine Daten vorliegen – diese würden also nur vordergründig mit angesprochen, aber in der Sache umso sicherer ignoriert. Auch dass viele Menschen die Abkürzung BIPoC nicht verstünden, wurde kritisiert.